# Байкал (Приморский край)
Байка́л — посёлок в Пограничном районе Приморского края России. Входит в состав Пограничного городского поселения.

## География
Посёлок находится в юго-западной части Приморского края, в 12 км от российско-китайской границы. Расположен в пади Поперечной. Близ посёлка протекает река Байкал (бывшая Джуниха), приток реки Золотой.
Средняя высота населённого пункта над уровнем моря — 280 метров, однако вокруг находятся вершины Лысуха, Гладуха, Козьи Рожки, Фёдоровка, Командирская, Верхняя Каменушка, Кочевная, Глухая и другие, высота многих из них превышает 600 м.
Транспортное сообщение посёлка — дорога до села Софье-Алексеевского.

## История
Годом возникновения посёлка считается 1957 год. Однако задолго до этой даты здесь базировалась военная часть, имевшая позывной «Байкал». Отсюда и образовалось название посёлка, в 1972 году ставшее и названием текущей рядом реки.
В 1958 году к военному городку добавились корпуса трёх отделений краевой психоневрологической больницы № 2.
День посёлка отмечается 12 июня.

## Население
| 2002 | 2010 |
| ---- | ---- |
| 74   | ↘49  |

Численность населения по состоянию на 2010 год составляла 49 человек.

## Климат
| Показатель                    | Янв.  | Фев.  | Март | Апр.  | Май   | Июнь | Июль | Авг. | Сен. | Окт.  | Нояб. | Дек.  | Год   |
| ----------------------------- | ----- | ----- | ---- | ----- | ----- | ---- | ---- | ---- | ---- | ----- | ----- | ----- | ----- |
| Абсолютный максимум, °C       | 4,7   | 13,7  | 19,3 | 29,8  | 34    | 34   | 35,8 | 36,6 | 31,8 | 28,4  | 21,3  | 12,5  | 36,6  |
| Средний суточный максимум, °C | −8,5  | −3    | 4    | 13,5  | 19,2  | 23,6 | 26   | 25,9 | 21,6 | 14,1  | 2,7   | −6    | 10,5  |
| Средняя температура, °C       | −13,5 | −9    | −2   | 6,5   | 12    | 17   | 20,5 | 19,5 | 14   | 7     | −3,5  | −11,5 | 4,8   |
| Средний суточный минимум, °C  | −19,8 | −15,7 | −8,8 | −0,7  | 5,5   | 11,1 | 15,5 | 14,9 | 7,7  | −0,1  | −9,6  | −17,2 | −1,4  |
| Абсолютный минимум, °C        | −31,2 | −30,6 | −21  | −10,4 | −12,2 | 0,9  | 4,2  | 5,7  | −2,2 | −12,3 | −23   | −28,9 | −31,2 |
| Норма осадков, мм             | 2,1   | 2,4   | 11,4 | 8,7   | 33,3  | 67,6 | 62,2 | 58,4 | 40,8 | 16,6  | 7,6   | 6,3   | 317,4 |
| Источник: meoweather          |       |       |      |       |       |      |      |      |      |       |       |       |       |